# DuckTales: The Quest for Gold
DuckTales: The Quest For Gold (с англ. — «Ути́ные исто́рии: В по́исках зо́лота») — компьютерная игра в жанре платформера, выпущенная в 1990 году компаниями Incredible Technologies и Sierra On-Line для Amiga, Apple II, Commodore 64, DOS, Windows, Mac OS 8. Планировалось также, что игра будет выпущена и для ZX Spectrum, но проект был закрыт.

## Сюжет
Скрудж МакДак и Флинтхарт Гломгольд заключают сделку — тот кто за меньшее количество времени заработает больше денег с нуля, получит все накопленные средства противника. Скрудж МакДак и его племянники начинают путешествие по всему земному шару в поисках новых сокровищ. Мешать выполнению задания героям будут братья Гавс и другие злодеи из знаменитого мультсериала.

## Уровни и геймплей
Офис Скруджа — своего рода штаб-квартира. У игрока есть 3 варианта — отправиться в путешествие, сыграть на фондовой бирже или нырнуть в хранилище с деньгами, где среди обычных монет можно найти редкие раритетные денежные единицы. Чтобы сыграть на бирже, сначала нужно заработать определённую сумму денег. Фентон Крякшелл (он же — Уткоробот) появляется в качестве бухгалтера Скруджа, но персонаж не принимает никакого фактического участия в развитии игрового сюжета.
На стене в офисе висит карта, с помощью которой игрок может выбрать место назначения. Вся игра состоит из нескольких уровней, или мини-игр, которые немного отличаются друг от друга по структуре:
- Скалолазание (англ. mountain climbing) — главная цель — забраться на гору, избегая ловушек одного из братьев Гавс, падающих камней и медведей, Магики Де Гипноз
- Джунгли (англ. jungle bashing) — аркада, где игрок перемещается по платформам, используя также лианы. Враги — пумы, змеи, попугаи и обезьяны. При помощи бегемотов можно выполнять прыжки.
- Пещера (англ. search a cavern) — лабиринт, из которого Скруджу, его племянникам и Поночке помогает выбраться карта. По их следам идёт мумия.
- Фотографирование (англ. photograph some rare animals) — Поночка пытается сфотографировать редких животных.

Карта даёт информацию о местонахождении, количестве необходимого времени на выполнение задания (на выполнение задания стоит ограничение в 30 игровых дней) и стоимость сокровищ, которые игрок получит в случае успешного выполнения.
Кроме того, путешествие к месту назначения также является частью игрового процесса, где игрок управляет самолётом Зигзага МакКряка, наталкиваясь на различные препятствия. Если будет выполнена аварийная посадка, то из запаса времени будет вычтено 2 дня.
На остальных уровнях, игрок управляет одним из племянников

## Система защиты
Сыграть в игру можно лишь в том случае, если правильно ввести код, указанный в брошюре-инструкции к лицензии игры. В противном случае, программа возвращает игрока в DOS, распознав его как одного из братьев Гавс. И так будет продолжаться до тех пор, пока игрок не введёт правильный код.